# ريمون امبانيس
ريمون امبانيس (بالفرنسية: Raymond Impanis)‏ (و. 1925 – 2010 م) هو راكب دراجة هوائية بلجيكي، شارك في طواف فرنسا، توفي عن عمر يناهز 85 عاماً، بسبب مرض.

## سجل الفوز

### سباقات أو مراحل فاز بها
| التاريخ       | السباق                                   | المركز                  |
| ------------- | ---------------------------------------- | ----------------------- |
| 06 أبريل 1947 | سباق باريس روبيه 1947                    | الرابع في التصنيف العام |
| 20 أبريل 1947 | لييج-باستون-لييج 1947                    |                         |
| 18 أبريل 1948 | طواف فلاندرز 1948                        | الرابع في التصنيف العام |
| 02 مايو 1948  | لييج-باستون-لييج 1948                    | الثاني في التصنيف العام |
| 06 مايو 1948  | ثلاثة أيام فلاندرز الغربية 1948          |                         |
| 25 يوليو 1948 | سباق طواف فرنسا 1948                     | العاشر في التصنيف العام |
| 10 أبريل 1949 | طواف فلاندرز 1949                        | الخامس في التصنيف العام |
| 08 مايو 1949  | دفارز دور فلاندرز 1949                   |                         |
| 10 مايو 1949  | Grand Prix de la ville de Vilvoorde 1949 |                         |
| 21 مايو 1949  | طواف بلجيكا 1949                         |                         |
| 01 يناير 1950 | 1950 Challenge Desgrange-Colombo         | السادس في تصنيف النقاط  |
| 11 مارس 1951  | اوملوب هيت فولك 1951                     |                         |
| 29 أبريل 1951 | دفارز دور فلاندرز 1951                   |                         |
| 04 أغسطس 1951 | فولتا أليمانيا 1951                      |                         |
| 09 مارس 1952  | اوملوب هيت فولك 1952                     |                         |
| 03 أبريل 1952 | 1952 غنت-وفلجم                           |                         |
| 20 أبريل 1952 | 1952 طواف روماندي                        |                         |
| 19 أغسطس 1952 | فولتا أليمانيا 1952                      |                         |
| 01 يناير 1953 | طواف الجزائر 1953                        |                         |
| 29 مارس 1953  | غنت-وفلجم 1953                           |                         |
| 14 مارس 1954  | باريس-نايس 1954                          |                         |
| 04 أبريل 1954 | طواف فلاندرز 1954                        | الأول في التصنيف العام  |
| 11 أبريل 1954 | سباق باريس روبيه 1954                    | الأول في التصنيف العام  |
| 03 أبريل 1955 | غنت-وفلجم 1955                           |                         |
| 19 أبريل 1956 | Three Days of Antwerp 1956               |                         |
| 22 أبريل 1957 | باريس-بروكسل 1957                        |                         |
| 04 مايو 1957  | فليش والون 1957                          | الأول في التصنيف العام  |
| 12 مايو 1957  | GP Stan Ockers 1957                      |                         |
| 16 مارس 1960  | باريس-نايس 1960                          |                         |
| 05 مارس 1961  | طواف ليمبورغ 1961                        |                         |
| 16 أبريل 1961 | 1961 غنت-وفلجم                           |                         |
| 05 أبريل 1962 | برابانتس بييل 1962                       |                         |

## روابط خارجية
- ريمون امبانيس على موقع أرشيف الدراجات (الإنجليزية)
- ريمون امبانيس على موقع إحصائيات الدراجات الإحترافية (الإنجليزية)
- ريمون امبانيس على موقع CycleBase (الإنجليزية)